# Тајвански облачасти леопард
Тајвански облачасти леопард или форможански облачасти леопард (лат. Neofelis nebulosa brachyura) је подврста облачастог леопарда која је ендмит острва Тајван. Ова подврста је изумрла.

## Опис
Тајвански облачасти леопард је по начину живота и физичким карактеристикама сличан свом сроднику који живи у Кини: био је релативно мали предатор тежак до 20 кг, живео је на дрвећу. У првом опису тајванског облачастог леопарда Роберт Свинхоу је указао на главну разлику између тајванског облачастог леопарда и облачастог леопарда, који живи на Хималајима; реп, који је дупло краћи..

## Истребљење
Последњи пут тајвански облачасти леопард виђен је 1983. године, а три године касније, истраживачи нису могли да открију трагове овог предатора. Због развоја шумске индустрије и крчења шума облачасти леопарди су били принуђени да се повуку у планине Јушан и Даву, где су наставиле да их лове ловокрадице.
2000. године, научници су покушали да пронађу овог предатора у намењеним стаништима у планинама, на висинама од 150 до 3.000 метара, поставили су више од 1.000 инфрацрвених камера и специјалне замке за прикупљање длаке, што је омогућило да сниме веома ретке ноћне сисаре. Међутим, ни трага ни гласа, нису успели да пронађу тајванског облачастог леопарда.
Главну улогу у потрази за тајванским облачастим леопардом игра тајвански зоолог Чанг По-Џен, који још увек претпоставља да на неким скровитим деловима острва и даље постоји неколико јединки, али вероватноћа је мала.
У зоолошком врту у Тајпеју постоји неколико јединки облачастог леопарда, али оне припадају другим подврстама које су доведене са кинеског копна.

## Култура
Године 1992. пошта Тајвана је издала поштанску маркицу са ликом тајванског облачастог леопарда. На 21. међународној филателистичкој изложби у Азији одржаној у Тајпеју 8. марта 2008. изложен је коверат са поштанском маркицом са ликом тајванског облачастог леопарда.
Облачасти леопард је важна животиња у култури тајванских домородаца. Кожу облачастог леопарда су користили за одећу и верске обреде. Ловац који убије ову животињу, постаје херој.
Рукаи, тајвански старосједиоци, сматрају да је лов на облачастог леопарда табу. Локална легенда каже да дух животиње прати и води мртве претке, и да убијање облачастог леопарда доноси несрећу не само ловцу, већ и целом племену. 